# 葉梨信行
葉梨 信行（はなし のぶゆき、1928年（昭和3年）12月16日 - 2021年（令和3年）8月14日）は、日本の政治家。位階は正三位。自由民主党の元衆議院議員。
東京都出身。父は衆議院議員を務めた葉梨新五郎。三女の夫は衆議院議員の葉梨康弘。

## 来歴・人物
東京府立第六中学校から旧制水戸高等学校を卒業。数学者を志して1954年北海道大学理学部数学科卒業、1956年北海道大学大学院理学系研究科修士課程修了。
政治家になる意思はなかったが、周囲の説得に翻意し、立候補を決意。政治修行のため、福田一の秘書をしていた時期もある。
中選挙区時代の衆議院茨城1区の葉梨新五郎の地盤を継承したものの、3回連続で落選。1967年、4回目の挑戦でようやく初当選。以降連続12回当選。大臣に就任するまでの間、取手市にある自宅から国会議事堂まで列車通勤をしていた。
第2次田中角栄内閣の労働政務次官を務め、なかなか入閣できずにいたが、第3次中曽根内閣で自治大臣兼国家公安委員会委員長として初入閣。以降は自民党憲法調査会会長、弾劾裁判所裁判長などを歴任。
中選挙区制時代、葉梨と中山利生はそれぞれの親の代（葉梨新五郎・中山栄一）から選挙で激突した。小選挙区制導入以後は、山口武平の提案によりコスタリカ方式を採用。それに応える形で「自民党として議席を取れるかどうかは互いの努力にかかっており、党勢力拡大のためお互い協力していきたい」と述べ、実際選挙においては中山代議士の応援に尽力し、対立は終息化した。
2000年、勲一等旭日大綬章受章。
2003年、地盤を娘婿の康弘に譲り、政界から引退した。
2021年8月14日7時17分、老衰のため死去。92歳没。日本国政府は死没日付で正三位に叙することを決めた。